# Слівиці (Куявсько-Поморське воєводство)
Слівиці (пол. Śliwice) — село в Польщі, у гміні Слівиці Тухольського повіту Куявсько-Поморського воєводства.
Населення — 2464 особи (2011).

## Демографія
Демографічна структура станом на 31 березня 2011 року:
|          | Загалом | Допрацездатний вік | Працездатний вік | Постпрацездатний вік |
| -------- | ------- | ------------------ | ---------------- | -------------------- |
| Чоловіки | 1250    | 320                | 851              | 79                   |
| Жінки    | 1214    | 274                | 729              | 211                  |
| Разом    | 2464    | 594                | 1580             | 290                  |